# Armenska nogometna reprezentacija
Armenska nogometna reprezentacija predstavlja Armeniju u sportu nogometu. Svoju prvu službenu utakmicu, koja je završila neriješenim rezultatom 0:0, odigrali su protiv Moldavije 1992. godine.

## Izbornici
| Godine        | Drž.      | Izbornici             |
| ------------- | --------- | --------------------- |
| 1992. – 1994. |           | Eduard Markarov       |
| 1995. – 1996. |           | Samvel Darbinyan      |
| 1996. – 1997. |           | Khoren Hovhannisyan   |
| 1998. – 1999. |           | Souren Barseghyan     |
| 2000. – 2001. |           | Varuzhan Sukiasyan    |
| 2002.         |           | Andranik Adamyan      |
| 2002.         |           | Oscar López           |
| 2003.         |           | Andranik Adamyan      |
| 2003. – 2004. |           | Mihai Stoichiță       |
| 2004. – 2005. |           | Bernard Casoni        |
| 2005. – 2006. |           | Henk Wisman           |
| 2006. – 2007. |           | Ian Porterfield       |
| 0 2007.       |           | Vardan Minasyan       |
| 0 2007.       | Tom Jones |                       |
| 2008. – 2009. |           | Jan Poulsen           |
| 2009. – 2014. |           | Vardan Minasyan       |
| 2014. – 2015. |           | Bernard Challandes    |
| 2015.         |           | Sargis Hovsepyan      |
| 2015. – 2016. |           | Varuzhan Sukiasyan    |
| 2016. – 2018. |           | Artur Petrosyan       |
| 2018.         |           | Vardan Minasyan       |
| 2018. – 2019. |           | Armen Gyulbudaghyants |
| 2019. – 2020. |           | Abraham Khashmanyan   |
| 2020. – 2022. |           | Joaquín Caparrós      |
| 2022.         |           | Roman Berezovsky      |
| 2023. – 2024. |           | Oleksandr Petrakov    |
| 2024.         |           | Suren Chakhalyan      |
| 2025. – danas |           | John van 't Schip     |

## Uspjesi na velikim natjecanjima

### Svjetsko prvenstvo
| Prvenstvo                    | Rezultat                   |
| ---------------------------- | -------------------------- |
| Urugvaj 1930.                | Sudjelovala kao dio SSSR-a |
| Italija 1934.                | Sudjelovala kao dio SSSR-a |
| Francuska 1938.              | Sudjelovala kao dio SSSR-a |
| Brazil 1950.                 | Sudjelovala kao dio SSSR-a |
| Švicarska 1954.              | Sudjelovala kao dio SSSR-a |
| Švedska 1958.                | Sudjelovala kao dio SSSR-a |
| Čile 1962.                   | Sudjelovala kao dio SSSR-a |
| Engleska 1966.               | Sudjelovala kao dio SSSR-a |
| Meksiko 1970.                | Sudjelovala kao dio SSSR-a |
| SR Njemačka 1974.            | Sudjelovala kao dio SSSR-a |
| Argentina 1978.              | Sudjelovala kao dio SSSR-a |
| Španjolska 1982.             | Sudjelovala kao dio SSSR-a |
| Meksiko 1986.                | Sudjelovala kao dio SSSR-a |
| Italija 1990.                | Sudjelovala kao dio SSSR-a |
| SAD 1994.                    | Nije sudjelovala           |
| Francuska 1998.              | Nije se kvalificirala      |
| Južna Koreja i Japan 2002.   | Nije se kvalificirala      |
| Njemačka 2006.               | Nije se kvalificirala      |
| Južnoafrička Republika 2010. | Nije se kvalificirala      |
| Brazil 2014.                 | Nije se kvalificirala      |
| Rusija 2018.                 | Nije se kvalificirala      |
| Katar 2022.                  | Nije se kvalificirala      |

### Europsko prvenstvo
| Prvenstvo                  | Rezultat                   |
| -------------------------- | -------------------------- |
| Francuska 1960.            | Sudjelovala kao dio SSSR-a |
| Španjolska 1964.           | Sudjelovala kao dio SSSR-a |
| Italija 1968.              | Sudjelovala kao dio SSSR-a |
| Belgija 1972.              | Sudjelovala kao dio SSSR-a |
| Jugoslavija 1976.          | Sudjelovala kao dio SSSR-a |
| Italija 1980.              | Sudjelovala kao dio SSSR-a |
| Francuska 1984.            | Sudjelovala kao dio SSSR-a |
| SR Njemačka 1988.          | Sudjelovala kao dio SSSR-a |
| Švedska 1992.              | Sudjelovala kao dio SSSR-a |
| Engleska 1996.             | Nije se kvalificirala      |
| Belgija i Nizozemska 2000. | Nije se kvalificirala      |
| Portugal 2004.             | Nije se kvalificirala      |
| Austrija i Švicarska 2008. | Nije se kvalificirala      |
| Poljska i Ukrajina 2012.   | Nije se kvalificirala      |
| Francuska 2016.            | Nije se kvalificirala      |
| Europa 2020.               | Nije se kvalificirala      |
| Njemačka 2024.             | Nije se kvalificirala      |